# Matrix (Literaturzeitschrift)
Matrix (Untertitel: Zeitschrift für Literatur und Kunst) ist eine deutsche Literaturzeitschrift.

## Geschichte
Seit 2005 gibt Traian Pop im von ihm geleiteten Ludwigsburger Pop Verlag in der Reihe Edition Matrix die Literaturzeitschrift Matrix heraus. Zu den Gründungsmitgliedern gehören Ulrich Bergmann, Francisca Ricinski, Uli Rothfuss, Horst Samson, Dieter Schlesak und Rainer Wedler.
Jährlich erscheinen vier Ausgaben. Pop formte eine Redaktion mit großem Mitarbeiterstab, der die verschiedenen, im Hinblick auf Auswahl und Qualität wesentlichen Aufgaben zur Gestaltung der Zeitschrift übernimmt.

## Die Redaktion im Überblick
- Herausgeber und Redaktionsleitung: Traian Pop
- Redaktion: Theo Breuer • Edith Konradt • Klaus Martens • Uli Rothfuss • Rainer Wedler • Barbara Zeizinger
- Redaktionelle Mitarbeit: Ulrich Bergmann (China) • Rodica Draghincescu (Frankreich) • Benedikt Dyrlich (Sorbische Literatur) • Fred Viebahn (USA)
- Gestaltung: Traian Pop
- Korrektur: Edith Konradt • Ulrich Bergmann • Barbara Zeizinger
- Redaktionsrat: Theo Breuer • Jan Koneffke •  Horst Samson

## Konzeption
Die Zeitschrift hat einen jeweiligen Umfang von rund 200 bis 300 Seiten. Aufsatz, Buchbesprechung, Erzählung, Essay, Feature, Gedicht, Interview, Romanauszug, Theaterstück, Übersetzung zu freien Themen bzw. thematischen Schwerpunkten werden in Kapiteln wie Atelier, Debüt, Rezensionen, Zeitgeschichte u. a. vorgestellt und ermöglichen so einen umfassenden Blick auf das zeitgenössische literarische Schaffen von Autoren des deutschen Sprachraums und darüber hinaus. In der Rubrik Die Welt und ihre Dichter werden Autoren aus den verschiedensten Ländern und Sprachgebieten vorgestellt. Schwerpunkte einzelner Ausgaben sind, beispielsweise, die Präsentation rumäniendeutscher Schriftsteller wie Johann Lippet, Herta Müller und Horst Samson oder deutschsprachiger Literaten rumänischer Herkunft wie Papi oder Francisca Ricinski. Über die aktuelle, von einem universalen Konzept ausgehende Literatur hinaus widmet sich die Zeitschrift in der Matrix-Ausstellung in jeder Ausgabe einem zeitgenössischen künstlerischen Werk, das u. a. mit mehrfarbigen Abbildungen vorgestellt wird, oder Kunst-Ausstellungen, die in Wort und Bild vorgestellt werden.

## Atmendes Alphabet für Friederike Mayröcker
2012 erschien Matrix 28, die mit 294 Seiten bis dahin umfassendste Ausgabe mit einem von Theo Breuer edierten Friederike-Mayröcker-Schwerpunkt auf 254 Seiten, zu dem neben Friederike Mayröcker Autoren und Künstler wie Ilse Aichinger, Hans Bender, Michael Donhauser, Ulrike Draesner, Elke Erb, Zsuzsanna Gahse, Bodo Hell, Gerhard Jaschke, Axel Kutsch, José F. A. Oliver, Marlene Streeruwitz, Ulrich Tarlatt, Peter Weibel, Linde Waber u. v. a. Wort und Bild beisteuerten.

### Schwerpunktausgaben (Auswahl)
- Matrix 29. Jeder auf seine Art für Hans Bender (2012).
- Matrix 36. Axel Kutsch spannt Versnetze übers Wortland (2014).
- Matrix 40. Richard Wagner. (2015).
- Matrix 54. 15 Jahre Literaturverlag Pop (2018).
- Matrix 55. Eginald Schlattner (2019).
- Matrix 56. In memoriam Dieter Schlesak (2019).
- Matrix 57. DIE KOGGE. (2019).
- Matrix 58. Zwanzig Tage – zwanzig Romane : Ein Buchspiel (2019).

## Autoren (Auswahl)
Dinu Abaluta, Josiane Alfonsi, Yves Bonnefoy, Nora Bossong, Jan Peter Bremer, Mircea Cartarescu, Romaniţa Constantinescu, Gheorghe Craciun, Kurt Drawert, Werner Dürrson, Raphaela Edelbauer, Gerald Fiebig, Ioan Flora, Andrea Grill, Hans-Jürgen Hilbig, Jean-Baptiste Joly, Christine Kappe, Karen Köhler, Thomas Krämer, Miku Sophie Kühmel, Gregor Laschen, Angela Lehner, Emanuel Maeß, Olga Martynova, Herta Müller, Andreas Noga, Alexander Osang, Katerina Poladjan, Titu Popescu, Richard Pietraß, Lola Randl, Arne Rautenberg, Walle Sayer, Tonio Schachinger, Norbert Scheuer, Eva Schmidt, Irma Schiolaschwili, Nichita Stănescu, Saša Stanišić, Norbert Sternmut, Frieder Schuller, Jackie Thomae, Jean Max Tixier, André Ughetto, Fred Viebahn, A. J. Weigoni, Ulrich Woelk, Norbert Zähringer, Maximilian Zander, Tom Zürcher u. v. a. m.

## Bawülon. Süddeutsche MATRIX für Literatur und Kunst
2011 stellte Traian Pop gleichsam als zweiten Pfeiler der die Literatur in ihrer grenzenlosen Gesamtheit in den Blick nehmenden Literaturzeitschrift Matrix das auf die Literatur des Landes Baden-Württemberg fokussierte Magazin Bawülon (Untertitel: Süddeutsche MATRIX für Literatur und Kunst) zur Seite, das in Konzeption und Gestaltung Matrix vergleichbar ist. Das bedeutet, dass auch die ebenfalls quartalsweise edierte Zeitschrift Bawülon – wie überhaupt das ganze Programm des Pop Verlags – sich der europäischen Idee verpflichtet fühlt: Sie will einem deutschsprachigen Publikum die vielfältigen Möglichkeiten von Kultur, Sprache und Literatur des europäischen Kontinents nahebringen. Sie ermöglicht Literaten und Künstlern aus ganz Europa, einander näher kennen zu lernen. Lyrik und Prosa, Buchbesprechungen, Essays über aktuelle und historische, kulturelle und politische, künstlerische und biografische Themen, Interviews, Informationen über Verlage, Literaturfestivals, Ausstellungen und Publikationen aus ganz Europa bilden die Eckpfeiler des Programms.
Im Editorial der ersten Ausgabe hält der Herausgeber fest: Die neue Zeitschrift BAWÜLON wird kein Babylon der Unzucht und der Sünde sein, auch nicht der verstörenden und zerstörenden Sprachverwirrung, sondern ein Ort der Mehrstimmigkeit, der Kontroversen in poesia.
Die Redaktionsleitung haben Traian Pop und Rainer Wedler inne, zum Redaktionsstab gehören Johann Lippet, Horst Samson und Imre Török.

### Schwerpunktausgaben (Auswahl)
- Bawülon 4. Johann Lippet · Wir werden wie im Märchen sterben (2011)
- Bawülon 7/8. Boško Tomašević · Ein literarisches Leben zwischen den Welten (2012)
- Bawülon 14. Horst Samson · Die Welt und ihre Dichter. Hommage zum 60. Geburtstag (2014)
- Bawülon 16. Peter Frömmig · Nimmerda (2014)
- Bawülon 18. In memoriam Hans Bender 1919 – 2015 (2015)
- Bawülon 28. Leipziger Buchmesse 2018 · Gastland Rumänien (2017)
- Bawülon 30. Frankfurter Buchmesse 2018 · Gastland Georgien (2018)
- Bawülon 33. Imre Török · Die Frage nach Heimat, ein großartiger Schmerz (2019)